# Диференчно частно
Диференчното частно се дефинира като отношението на изменението на стойността на дадена функция ({\displaystyle y=f(x)}) към съответстващото изменение на променливата. Наклонът m на дадена права се намира по формулата:
{\displaystyle m={\frac {\Delta y}{\Delta x}}={\frac {y_{2}-y_{1}}{x_{2}-x_{1}}}.}
Стойността на диференчното частно е равно на тангенса на ъгъла, който сключва секущата, минаваща през точките {\displaystyle (x_{1},y_{1})} и {\displaystyle (x_{2},y_{2})} с абсцисата.
Границата на диференчното частно, когато {\displaystyle \Delta x} клони към 0 се нарича производна на функцията. Стойността на производната в определена точка е равна на тангенса на ъгъла, който сключва допирателната с абцисата.
Диференчното частно дава количествено описание за нарастването на дадена фунция за определено изменение на променливата.